# Groupe boulangiste

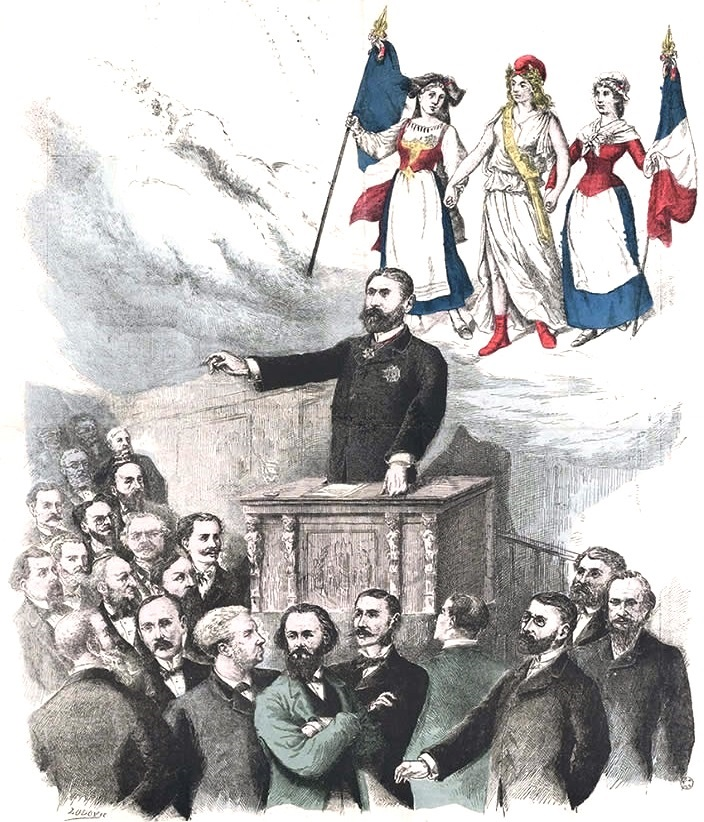
Boulanger auf der Tribüne der Abgeordnetenkammer

Die Groupe boulangiste (Boulangistische Fraktion) war eine Fraktion in der französischenAbgeordnetenkammer der Dritten Republik, die zu Beginn der Boulangismus-Krise 1888 entstand und mit dem Ende der 6. Wahlperiode 1893 wieder verschwand.

## Geschichte

### Vor der Wahl von 1889
Die radikalen Abgeordneten waren überzeugte Republikaner, aber zunehmend feindselig gegenüber dem institutionellen und sozialen Konservatismus der Parlamentsmehrheit eingestellt. Diese wurde von Henri Brisson geführt und bestand aus den Républicains modérés, den Républicains progressistes und der Gauche radicale (Frankreich). Diese Mehrheit verfügte über 323 der 584 Sitze; sie hatte gegenüber der Wahl von 1883 allerdings 88 Sitze verloren. Ihr gegenüber standen neben monarchistischen und bonapartistischen Gruppen auch nationalistische, sozialistische und radikalsozialistische.
Nach 1886 war ein Teil dieser Abgeordneten an der Entstehung des Boulangismus beteiligt. Diese Bewegung um General Boulanger war revisionistisch, revanchistisch (sogar nationalistisch) und befürwortete soziale Reformen.
Mitte März 1888 schlossen sich ein Dutzend radikale Abgeordnete (begleitet von den Journalisten Henri Rochefort und Eugène Mayer) und dem Schriftsteller Paul Déroulède zu einem „Republikanischen Komitee des nationalen Protests“ (Vorform des Republikanischen Nationalkomitees) zusammen, um die Kandidatur des Generals bei den Nachwahlen vom 25. März zu unterstützen. Die republikanische Mehrheit war zunehmend beunruhigt über den Aufstieg einer plebiszitären Bewegung, die sie an den Bonapartismus erinnerte, und lehnte die Initiative ihrer Kollegen mehrheitlich ab. Am 19. April beschloss die Fraktion der Extrême-Gauche, die Boulangisten aus ihren Reihen auszuschließen. Diese Ächtung öffnete die Tür für die Bildung einer Boulangisten-Fraktion. Die Fraktion wurde von Boulanger selbst angeführt, nachdem er am 15. April im Département Nord gewählt worden war, und begann Ende des Monats mit ihren Sitzungen.
Die neue Fraktion, die von einigen zusätzlichen Abgeordneten unterstützt wurde, hatte nur etwa 20 Mitglieder, weit weniger als die von der Zeitung Le Soir geschätzten 38. Mehrere andere Abgeordnete, wie Louis Andrieux, Édouard Gaussorgues, Numa Gilly, Félix Granet, Clovis Hugues, Désiré-Jules Lesguillier, Julien Simyan und François-Frédéric Steenackers, standen den Boulangisten mehr oder weniger nahe, ohne jedoch ihrer Fraktion anzugehören. Die meisten anderen republikanischen Parlamentarier lehnten den Boulangismus ab, da sie vermuteten, dass er sich mit den Monarchisten verbündet hatte, und verweigerten seiner Fraktion die Bezeichnung Groupe républicain national (Republikanische nationale Fraktion).

### Nach der Wahl von 1889

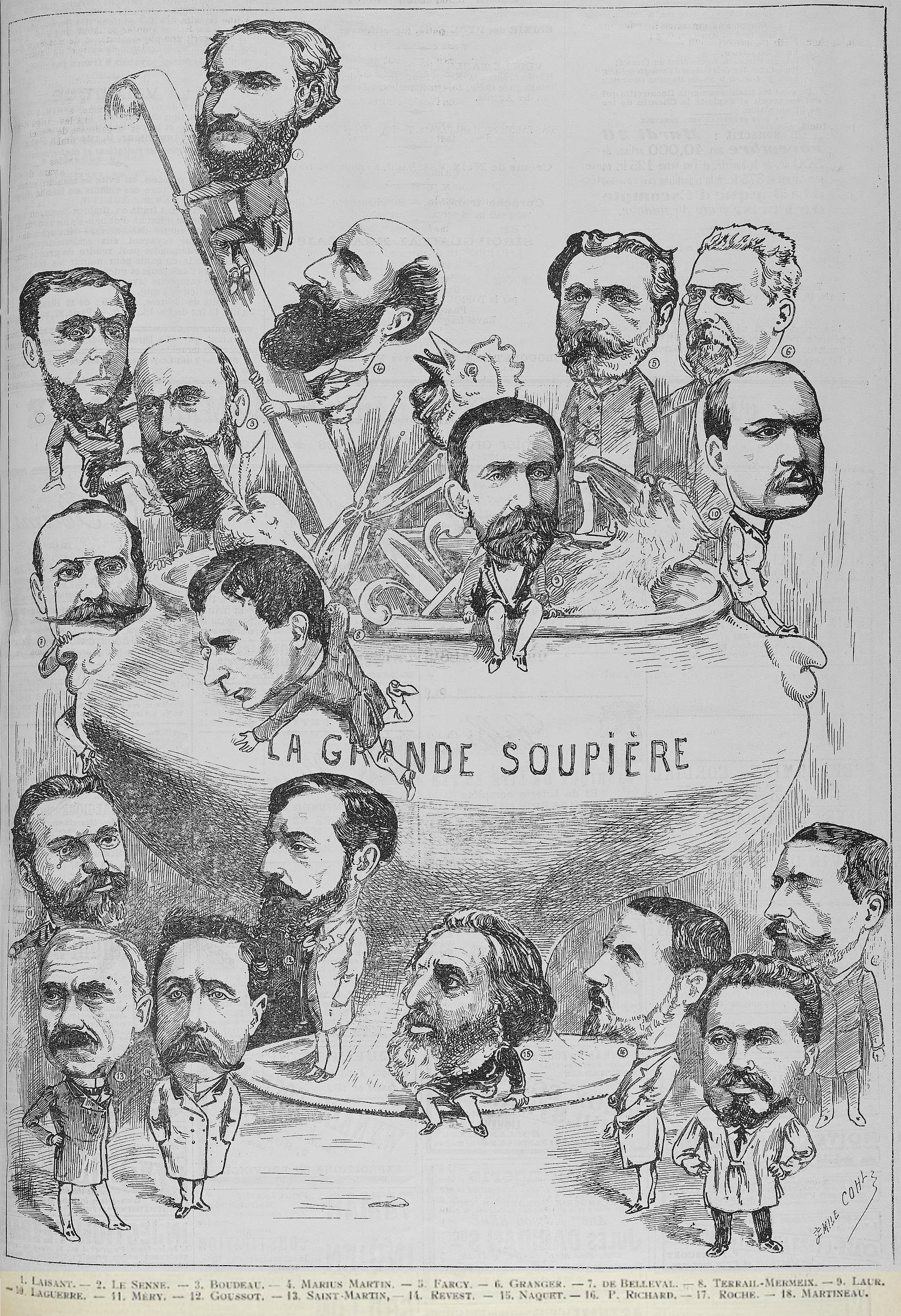
Abgeordnete der Boulangisten des Départements Seine (Le Charivari, 21. November 1899, Zeichnung Émile Cohl)

Die Wahlen von 1889 waren eine Niederlage für die Boulangisten, die ohne ihren Führer verblieben (der General war verurteilt, ging ins Exil und seine Wiederwahl in Paris wurde für ungültig erklärt). Obwohl sie 205 Sitze anstrebten, erhielten sie schließlich nur 42 Sitze, die durch mehrere Ungültigkeitserklärungen noch weiter reduziert wurden. Die Konservativen (Monarchisten), die mit der Nominierung des Comité républicain national gewählt wurden, nahmen ihren Platz auf der rechten Seite ein. Bei der Wahl des Kammerpräsidenten am 12. November trugen nur 28 von 92 ungültigen Stimmzetteln den Namen Boulanger, so dass die Fraktion unter dem Vorsitz von Alfred Naquet auf etwa 30 Mitglieder geschätzt werden kann.
Die hilflose und gespaltene Gruppe der Boulangisten zerfiel ab 1890 schnell, insbesondere nach den aufsehenerregenden Enthüllungen eines ihrer Mitglieder, Gabriel Terrail (Mermeix), über die Hintergründe der Verhandlungen mit den Monarchisten. Ende 1890 versuchte Déroulède, der sich mit Laguerre zerstritten hatte, eine „revisionistische Gruppe“ von einem Dutzend Mitgliedern zu reorganisieren. Dieses Projekt wurde jedoch von Boulanger nicht unterstützt, was Laguerres Zeitung zu der Behauptung veranlasste, dass es „keine revisionistische Gruppe mehr gibt“. Im Mai 1891 gaben Laguerre, Naquet und vier ihrer Kollegen bekannt, dass sie keine Boulangisten mehr seien, sondern „revisionistische Republikaner“. Nach dem Tod Boulangers 1891 näherten sich mehrere linke Boulangisten (insbesondere die Rochefortisten) den Sozialisten an und unterzeichneten das revisionistische Manifest des ehemaligen Kommunarden Cluseret.
Das Ende der Legislaturperiode war für die letzten Boulangisten sehr schwierig. Sie versäumten es, aus dem Panamaskandal Kapital zu schlagen, bevor sie sich durch die Norton-Affäre, die zum Rücktritt von Déroulède und Lucien Millevoye führte, endgültig diskreditierten. Nach den Wahlen von 1893 kehrten nur 16 ehemalige Boulangisten (die meist als „Revisionisten“ gewählt wurden) in die Kammer zurück. Zusammen mit einigen nationalistischen Sozialisten unter der Führung von Cluseret bildeten sie eine kleine sozialistisch-nationale Parlamentsfraktion, die Groupe nationaliste (manchmal auch als „boulangistische Fraktion“ bezeichnet).

## Mitglieder
Eine vollständige Mitgliederliste der Fraktion findet sich in der französischen Sprachversion.